# Indianapolis City-County Building
Indianapolis City-County Building  je mrakodrap nacházející se na 200 E. Washington Street v americkém městě Indianapolis. Budova je sídlem vlády okresu Marion County. V budově je také sídlo Marion County Courts, Indianapolis Metropolitan Police Department a Indianapolis City-County Council. Kancelář starosty se nachází na nejvyšším patře.

## Historie

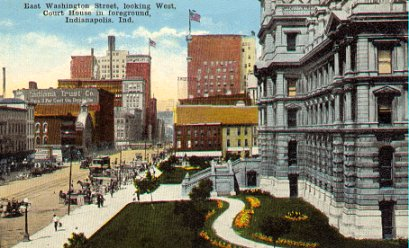
Pohled na fasádu druhého Marion County Courthouse na začátku 20. století.

První budova, která stála na místě dnešní Indianapolis City-County Building nesla název Marion County Courthouse. Tato stavba byla dokončena v roce 1825. Výstavba stála téměř 14 tisíc dolarů. Druhý Marion County Courthouse byl postaven v letech 1873–1876 a byla nejvyšší stavbou města až do roku 1962, kdy byl Marion County Courthouse stržen kvůli stavbě současné budovy.
Základní kámen nové budovy byl položen 21. prosince 1960 a budova byla dokončena v lednu 1962. S výškou 113,46 m byla nejvyšší budovou města do roku 1970, kdy byla dokončena One Indiana Square. V mrakodrapu se nachází 28 nadzemních a 2 podzemní patra a 13 výtahů. Na střeše se nachází vyhlídková plošina. Východní a západní křídlo jsou 30 m. vysoké.